# História de Coimbra
História de Coimbra compreende uma série de conhecimentos da História de Portugal que são referentes à cidade de Coimbra, desde o domínio do Império Romano até hoje. A cidade foi o berço de nascimento de seis reis de Portugal e da Primeira Dinastia, sendo também sítio do panteão régio, além de abrigar a Universidade de Coimbra, primeira universidade do país e uma das mais antigas da Europa. Atualmente, recebe estrangeiros de todo o mundo que vão à cidade a turismo ou a estudo.

## Origem

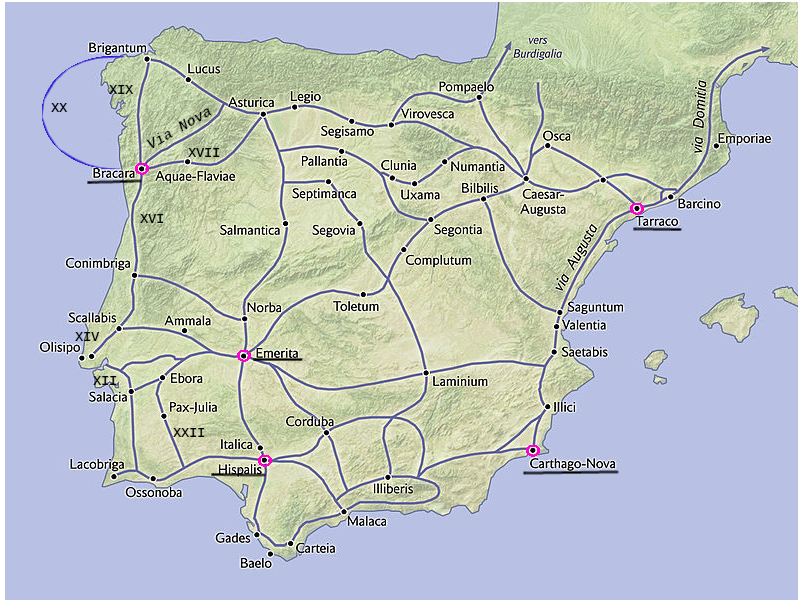
Estradas romanas da Hispânia

O ano em que Coimbra passou a ser habitada ainda é impreciso. Conhecida por Emínio (Aeminium, em latim) pelos povos pré-romanos, a região preservou seu nome mesmo após a ocupação do Império Romano a partir do século II a.C. A cidade romana foi erigida no topo de uma colina, à margem direita do Rio Mondego, onde também foi construído o Fórum de Emínio (atual Museu Nacional Machado de Castro). Ao pé do morro, uma estrada servia de travessia para carroças de passageiros que vinham de Olisipo (Lisboa) com destino a Bracara (Braga), tornando Emínio uma estação de paragem e de muda de cavalos.
Em 409, os povos germânicos penetraram o território da Hispânia, de modo que em 411 o Império Romano firmou um pacto com os suevos, para ocuparem a faixa ocidental da província de Galécia — e escolhendo Brácara como sua capital —, enquanto que os alanos se estabeleceram nas províncias da Lusitânia e Cartaginense. Em 585, o reino dos suevos cai em função dos ataques dos visigodos, que alteram a diocese de Conímbriga para Emínio, demonstrando assim a importância que esta cidade possuía.
Quase 130 anos após a conquista visigótica, os muçulmanos, liderados por Abdalazize ibne Muça, ocupam territórios da Lusitânia em 714. A cidade torna-se, então, um importante entreposto comercial entre o norte cristão e o sul mouro, com uma forte presença da comunidade moçárabe em seu território. Era conhecida pelos muçulmanos por Qulumbriya, e foi durante o seu domínio que foi erigido um alcácer no formato "quadrilátero quase regular, com cerca de 80m de lado, provido de torres circulares", onde os governantes administravam a cidade. As bases desse alcácer permanecem até hoje e constituem o Paço das Escolas e a Porta Férrea da Universidade de Coimbra.
Foi tomada por Hermenegildo Guterres em 878 e torna-se capital do Condado de Coimbra mas ela foi atacada por Almançor em 986 e recuperada para o domínio muçulmano em 987. Só em 1064, aquando da campanha das Beiras, é que a cidade foi definitivamente reconquistada por Fernando Magno de Leão, tendo ela sofrido um longo cerco de seis meses, entre 20 de Janeiro e 9 de Julho.
Coimbra renasce e torna-se a cidade mais importante abaixo do rio Douro, capital de um vasto condado governado pelo moçárabe Sesnando. Integrada em 1094 no Condado Portucalense, o conde D. Henrique e a rainha D. Teresa fazem dela a sua residência, a cidade foi atacada em 1116, sitiada em 1117 e viria a ser na segurança das suas muralhas que alguns autores pensam que nasceu o primeiro rei de Portugal, D. Afonso Henriques, que fez dela a capital do condado, substituindo Guimarães (é aliás esta mudança da capital para os campos do Mondego que se virá a revelar vital para viabilizar a independência do novo país, a todos os níveis: económico, político e social). Qualidade que Coimbra conservará até 1255, quando a capital passa a ser Lisboa.
No século XII, Coimbra apresentava já uma estrutura urbana, dividida entre a cidade alta, designada por Alta ou Almedina, onde viviam os aristocratas, os clérigos e, mais tarde, os estudantes, e a Baixa, do comércio, do artesanato e dos bairros ribeirinhos.

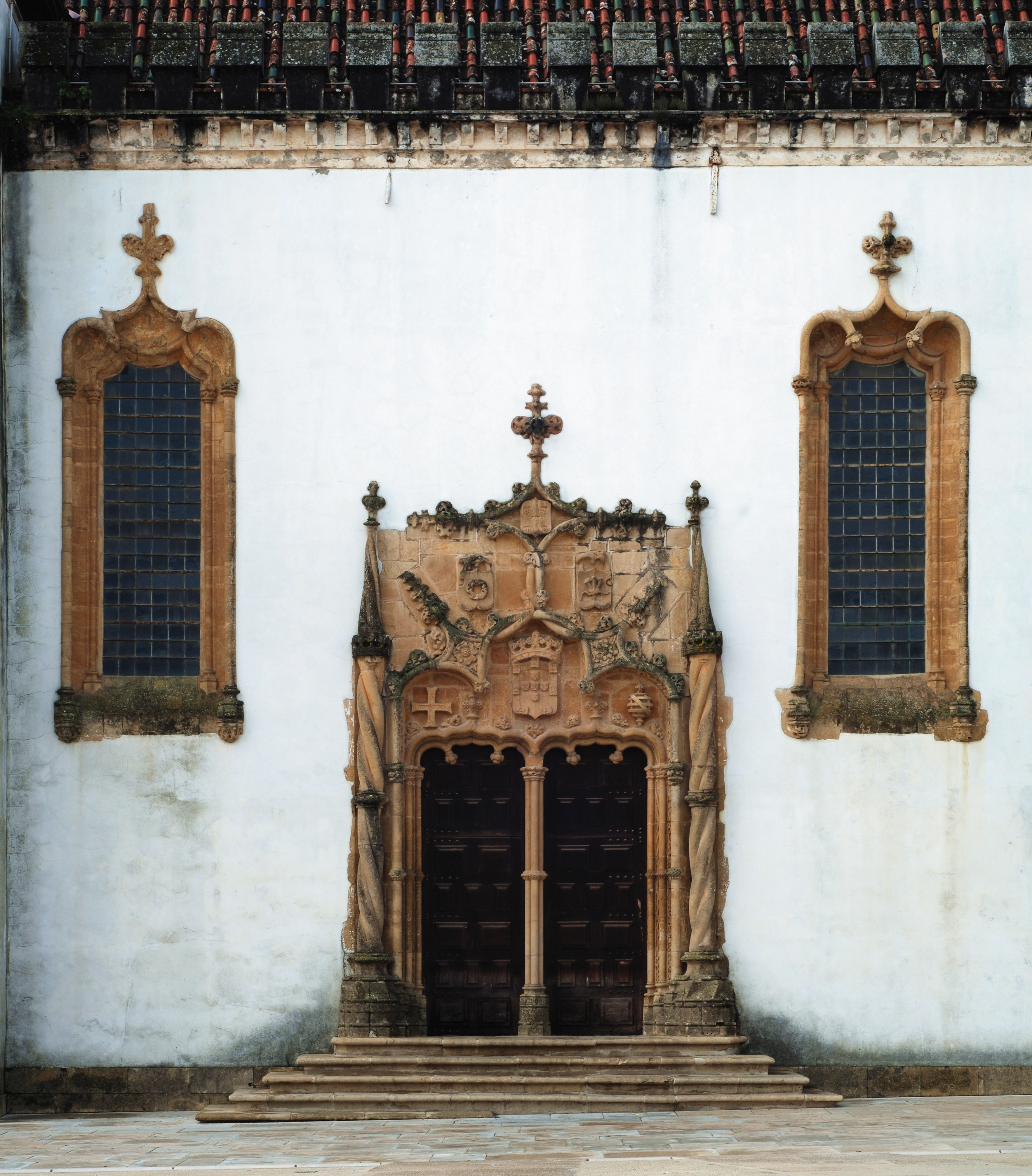
Portal da Capela de S. Miguel, no Paço das Escolas

Desde meados do século XVI que a história da cidade passa a girar em torno à história da Universidade de Coimbra, sendo apenas já no século XIX que a cidade se começa a expandir para além do seu casco muralhado, que chega mesmo a desaparecer com a reformas levadas a cabo pelo Marquês de Pombal.
Em 1560 é criado o Tribunal da Inquisição de Coimbra, que viria a ser extinto em 1821 juntamente com os de Lisboa e Évora
A primeira metade do século XIX traz tempos difíceis para Coimbra, com a ocupação da cidade pelas tropas de Junot e Massena, durante a invasão francesa e, posteriormente, a extinção das ordens religiosas. No entanto, na segunda metade de oitocentos, a cidade viria a recuperar o esplendor perdido – em 1856 surge o primeiro telégrafo eléctrico na cidade e a iluminação a gás, em 1864 é inaugurado o caminho-de-ferro e 11 anos depois nasce a ponte férrea sobre as águas do rio Mondego.

## A Universidade

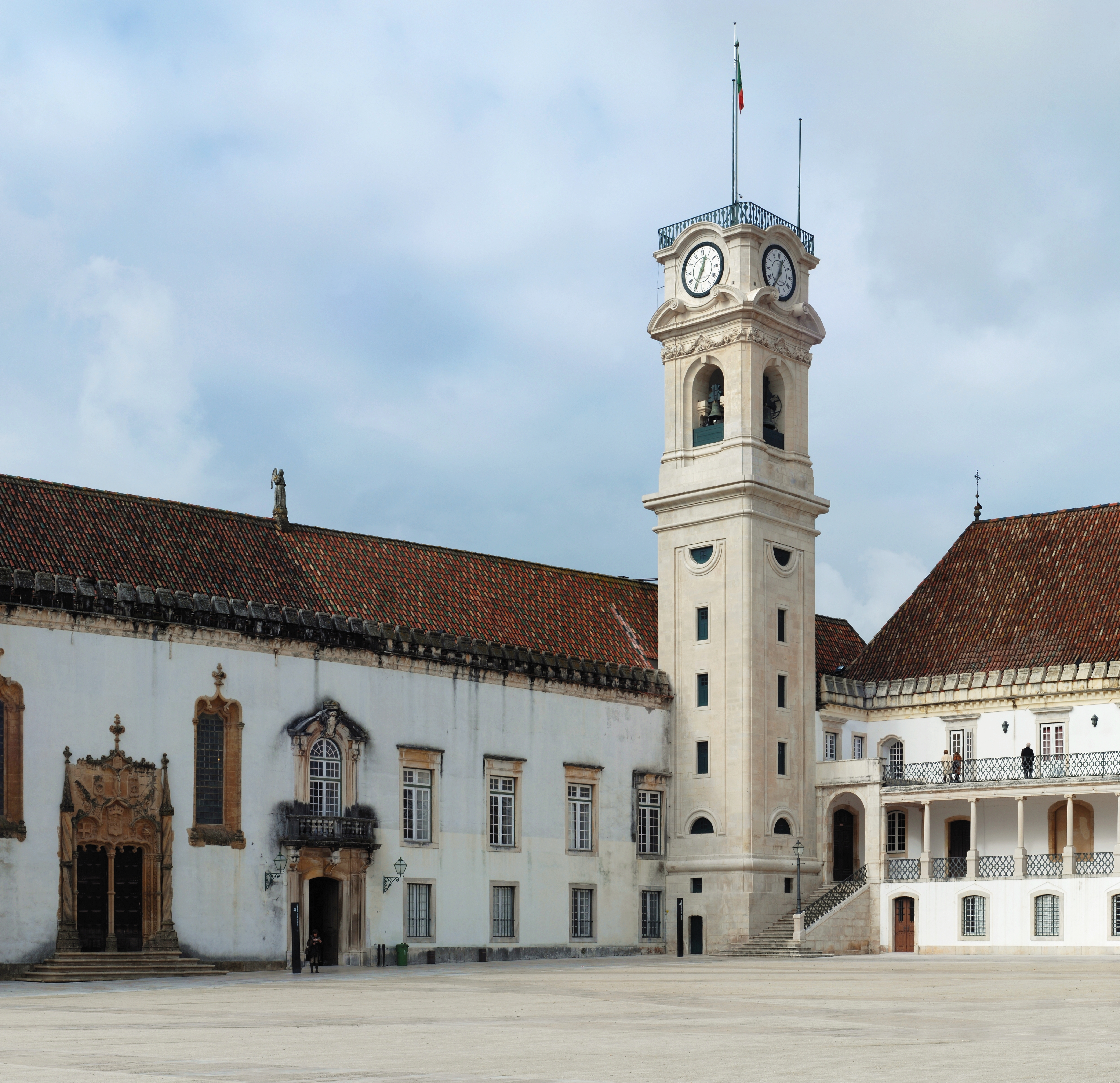
Torre da Universidade de Coimbra, da autoria de Antonio Canevari.

A Universidade de Coimbra foi criada em 1290, através da bula  do Papa Nicolau IV, datada de 9 de agosto daquele ano, reconheceu o Estudo Geral, com as faculdades de Artes, Direito Canônico, Direito Civil e Medicina, reservando-se a Teologia aos conventos Dominicanos e Franciscanos. 
Com a Universidade como referência inultrapassável, desta surgem movimentos estudantis, de cariz quer político, quer cultural, quer social. Muitos desses movimentos e entidades não resistiram ao passar dos anos, mas outros ainda hoje resistem com vigor ao passar dos anos. Da Universidade surgiram e resistem ainda hoje em plena actividade primeiro o Orfeon Académico de Coimbra, em 1880, o mais antigo coro do país, a própria Associação Académica de Coimbra, em 1887, e a Tuna Académica da Universidade de Coimbra, em 1888. Com o passar dos anos, inúmeros outros organismos foram surgindo. Com presença em três séculos e um peso social e cultural imenso, o Orfeon Académico de Coimbra representou o país um pouco por todo o mundo, em todos os continentes, levando a música coral portuguesa e o Fado de Coimbra a todo o mundo.
Em 22 de junho de 2013 foi declarada Património Mundial pela UNESCO.